# تشارلز ولز (سياسي)
تشارلز ولز (بالإنجليزية: Charles Wells)‏ هو سياسي أمريكي، ولد في 30 ديسمبر 1786 في بوسطن في الولايات المتحدة، وتوفي بنفس المكان في 3 يونيو 1866. انتخب عضو مجلس نواب ماساتشوستس.